# إضراب القطن 1946
إضراب شركة منتريال للقطن عام 1946استمر لمدة مئة يوم، حيث شارك 3000 عامل مطحنة من مدينة سالابري دي فاليفيلد،كيبك، قاتلوا من أجل الحق في الحصول على اتفاق جماعي. عمال المطحنة خرجوا من العمل في 1 يونيو 1946،كجزء من حركة إضراب أكبر للنسيج والقماش كانت تتضمن واحدة من مصانع دومنيون للنسيج في مونتريال. قام اتحاد عمال النسيج الأمريكية بتنظيم هذا الإضراب في فاليفيلد، حيث كان كينت راولي وماديلين بارينت ممثلين عن الاتحاد.
في 1 أغسطس، تم تسوية الإضراب في مونتريال وعاد العمال للعمل في مصنع دومنيون للنسيج في مونتريال بعد الدخول في مفاوضات مع الشركة. لكن في منطقة فاليفيلد كانت الحالة مختلفة، فبعد أعمال شغب عنيفة في 13 أغسطس قررت الشركة الدخول بشكل جدي في المفاوضات مع العمال. بعد أعمال الشغب، عاد العمال للغمل في 9 سبتمبر وتم توقيع اتفاق جماعي 26 نوفمبر مع شركة القطن المحدودة وممثلين اتحاد العمال. محليا كان الإضراب مهما، للأنها كانت أول مرة يحصل عمال مصنع فاليفيلد القطنية في مونتريال على عقد جماعي.يتحدى نشاط العمل ودور النساء في هذا الإضراب السرد التاريخي لكيبيك المحافظة والمقاومة للتغيير، تحت قيادة ماوريس دوبليسس.

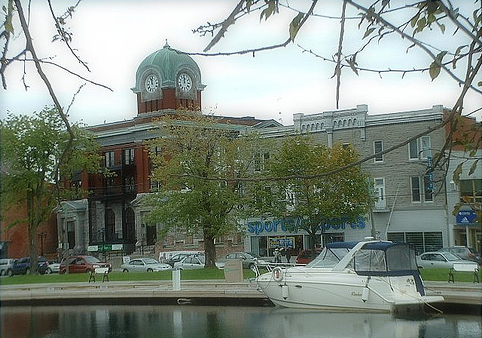
مركز مدينة سالابري دي فاليفيلد